# مارین توفان
مارین توفان (رومانیایی: Marin Tufan؛ زادهٔ ۱۶ اکتبر ۱۹۴۲) بازیکن فوتبال اهل رومانی بود.
وی همچنین در تیم‌های ملی فوتبال رومانی بی و رومانی، بازی کرده‌است.